# District d'Iwate

Le district d'Iwate dans la préfecture d'Iwate.

Le district d'Iwate (岩手郡, Iwate-gun) est un district de la préfecture d'Iwate, au Japon.

## Géographie

### Démographie
Au 1er septembre 2015, la population du district d'Iwate était estimée à 36 986 habitants répartis sur une superficie de 1 404,24 km2.

### Divisions administratives
Le district d'Iwate est constitué de trois bourgs :
- Iwate ;
- Kuzumaki ;
- Shizukuishi.